# Muncanglarang
Muncanglarang is een bestuurslaag in het regentschap Tegal van de provincie Midden-Java, Indonesië. Muncanglarang telt 5382 inwoners (volkstelling 2010).